# Acridocephala
Acridocephala is een kevergeslacht uit de familie van de boktorren (Cerambycidae). De wetenschappelijke naam van het geslacht werd voor het eerst geldig gepubliceerd in 1855 door Chevrolat.

## Soorten
Acridocephala omvat de volgende soorten:
- Acridocephala alboannulata Breuning, 1936
- Acridocephala bistriata Chevrolat, 1855
- Acridocephala densepunctata Breuning, 1938
- Acridocephala nicoletii Thomson, 1858
- Acridocephala nubilosa Breuning, 1938
- Acridocephala seriata Jordan, 1903
- Acridocephala variegata Aurivillius, 1886